# Verna Vestergaard
Verna Vestergaard (ukendt fødselsår - formentlig 1950 – død 1996) var en formodet dansk morder. I 1996 blev hun anholdt og sigtet for drabet på den 73-årige skorstensfejerenke Erna Brøchner Poulsen i Thisted. Senere blev hun også sigtet for drabsforsøg med rottegift eller blodfortyndende medicin på en 60-årig mand i Klitmøller samt drabsforsøg på to betjente under en en transport til arresten. Drabet fandt sted den 17. januar 1996 om morgenen i Ernas hjem på Dragsbækvej i Thisted. Hun havde svære skader i baghovedet efter at være blevet slået flere gange med en tung genstand. Hun fik kraniebrud og døde dagen efter på hospitalet af sine kvæstelser. Sagen blev efterforsket af Rigspolitiets Rejsehold. Verna nåede aldrig at blive retsforfulgt. Hun tog sit eget liv, mens hun sad i arresten i Viborg.
I 2000 viste DR-serien Rejseholdet et afsnit, som var direkte inspireret af sagen. I 2020 viste DR-programmet Når kvinder slår ihjel to afsnit omkring sagen. I 2022 udgav tidligere drabschef Ove Dahl, Kurt Kragh og forfatter Stine Bolther bogen "Fra drab til dom".